# Картыничи (Лельчицкий район)
Картыничи (бел. Картынічы) — деревня в Боровском сельсовете Лельчицкого района Гомельской области Белоруссии.

## География

### Расположение
В 12 км на юго-запад от Лельчиц, 77 км от железнодорожной станции Ельск (на линии Калинковичи — Овруч), 189 км от Гомеля.

### Гидрография
Рядом течёт река Уборть (приток реки Припять), на юге мелиоративные каналы и река Свидовец (приток река Лохница).

## Транспортная сеть
Транспортные связи по просёлочной, затем автомобильной дороге Глушковичи — Лельчицы. Планировка состоит из короткой улицы, ориентированной с юго-востока на северо-запад, к которой на востоке присоединяется короткая улица, ориентированная с юго-запада на северо-восток. Застроена двусторонне деревянными домами усадебного типа.

## История
Согласно письменным источникам известна с XVI века как деревня в Мозырском повете Минского воеводства Великого княжества Литовского. Была во владении Виленской капитулы, затем графа Соллогуба.
После 2-го раздела Речи Посполитой (1793 год) в составе Российской империи. В 1795 году работала церковь. Согласно переписи 1897 года село, действовали часовня, ветряная мельница.
С 20 августа 1924 года до 22 декабря 1959 года центр Картыничского сельсовета Лельчицкого района Мозырского (с 26 июля 1930 года и с 21 июня 1935 года до 20 февраля 1938 года) округа, с 20 февраля 1938 года Полесской, с 8 января 1954 года Гомельской областей.
В 1930 году организован колхоз. Во время Великой Отечественной войны некоторое время в деревне размещались штабы партизанского соединения А. Н. Сабурова и партизанского отряда чехов и словаков во главе с Яном Налепком. В июле 1943 года оккупанты сожгли деревню и убили 46 жителей. Согласно переписи 1989 года в составе колхоза имени М. И. Калинина (центр — Марковское), располагался клуб.

## Население

### Численность
- 2004 год — 39 хозяйств, 98 жителей.

### Динамика
- 1795 год — 23 двора, 170 жителей.
- 1850 год — 27 дворов.
- 1897 год — 52 двора, 366 жителей (согласно переписи).
- 1917 год — 108 дворов, 527 жителей.
- 1940 год — 150 дворов, 536 жителей.
- 1989 год — 313 жителей (согласно переписи).
- 2004 год — 39 хозяйств, 98 жителей.

## Достопримечательность
- Мемориальный знак в честь И. А. Колоса

## Известные уроженцы
- Колос, Иван Андреевич — Герой России, один из организаторов партизанского движения в Полесье.